# Beatrice di Guevara

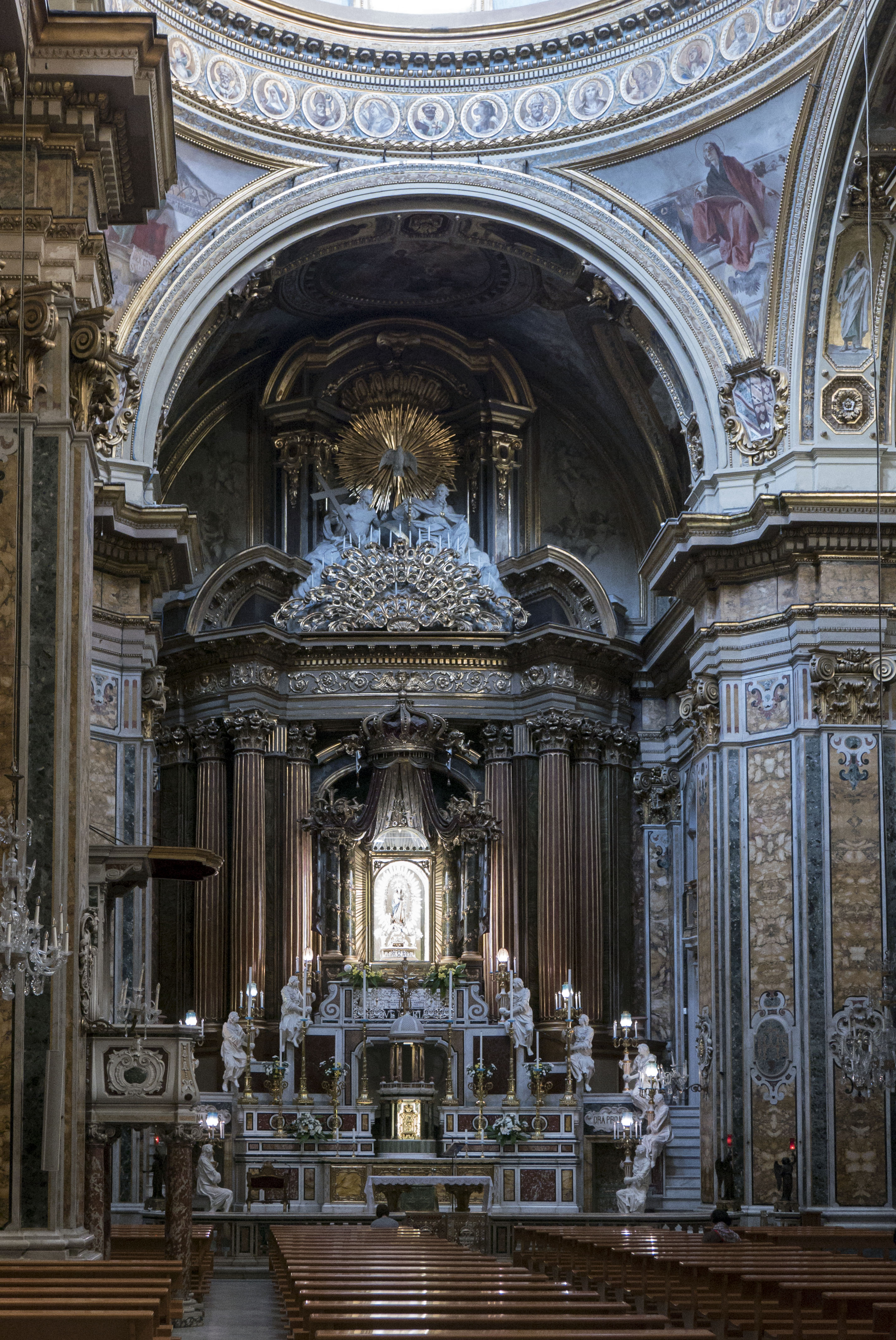
Interior de la iglesia del Gesú Vecchio en Nápoles, en la pechina se encuentra el escudo de Beatrice y su marido Tommaso como patronos del templo.

Beatrice di Guevara fue una dama napolitana, de origen castellano.

## Biografía
Fue hija de Giovanni di Guevara, I duque de Bovino y su esposa Isabella Fraginpani della Tolfa. Beatrice tuvo un hermano, Innico o Íñigo que sucedería a su padre como duque de Bovino y después ingresó en la Compañía de Jesús. Por parte de su padre pertenecía a una familia de la nobleza napolitana, descendiente de Pedro Vélez de Guevara, castellano asentado en Nápoles en el siglo XV. Por parte de su madre, pertenecía a una ilustre familia romana.
El 14 de mayo de 1588 contrajo matrimonio con el noble napolitano, Tommaso III Filomarino, hijo de Giovanni Battista Filomarino, conde de la Rocca d’Aspro y su esposa Violante Carafa. El matrimonio tendría siete hijos:
- Giovanni Battista Filomarino (1589-).
- Violante Filomarino (1590-1604).
- Anna Maria Filomarino (1594-).
- Isabella Filomarino, baronesa de Castellabate (1600-1679) casada el 4 de abril de 1622 con Giangirolamo il Guercio delle Puglie Acquaviva d'Aragona, duque de Nardò (1600-1665).
- Maria Filomarino (1603-).
- Francesco Filomarino, conde de Castello 1603-1630 casado el 4 de octubre de 1628 con Clarice de Capua (1602-1637)
- Giovanni Filomarino.

Beatrice y su familia tuvo una gran cercanía con la Compañía de Jesús, de la que la tía abuela materna de Beatrice, Vittoria Frangipani della Tolfa, fue una de sus primeras protectoras en Roma. En el marco de esta relación, Beatrice y su marido financiaron la reconstrucción de la iglesia del Gesú Vecchió, templo del jesuita  Colegio del Nombre de Jesús, en Nápoles, iniciada en 1603.Beatrice tuvo confesor al padre jesuita Vicenzio Maggio, que fue confesor de otras damas napolitanas cercanas a la Compañía como Roberta Carafa o Isabella Feltria de la Rovere.